# Петър Янев
Петър Янев Яньов е български политик от Българския земеделски народен съюз.

## Биография
Роден е на 18 февруари 1886 г. в село Гарваново, Хасковско. През 1904 г. завършва гимназия в Хасково. Между 1906 – 1910 г. учи право в Женева и София. Член на БЗНС от 1908 г. Завършва висше образование и работи като стажант-адвокат в Хасково.
Участва във войните за национално обединение. През Балканската война е ранен. През Първата световна войнаслужи в Десети пехотен родопски полк. Изтеглен е в Дирекцията за стопански грижи и обществена предвидливост. Арестуван за антивоенни демонстрации.
Окръжен организатор на БЗНС в Хасково (1919). Председател на Управителния съвет на Земеделска кооперативна банка (1920).
В периода 1920 – 1923 г. е народен представител и държавен обвинител срещу виновниците за националните катастрофи. На ХVІІ-я конгрес на БЗНС е избран за член на Управителния съвет и председател на Контролния съвет (1922).
Два пъти е министър: на правосъдието (1921 – 1923) и на финансите (1923).
На 24 април 1925 г. след атентата в църквата „Света Неделя“ е убит в полицията.